# Tricarbonyl(η5-cyclopentadienyl)mangan
Tricarbonyl(η5-cyclopentadienyl)mangan ist eine chemische Verbindung des Mangans. Es handelt sich um einen Halbsandwich- oder Klavierstuhl-Komplex mit einem anionischen Cyclopentadienyl- und drei Carbonylliganden.

## Eigenschaften
Tricarbonyl(η5-cyclopentadienyl)mangan ist ein brennbarer gelber Feststoff, der praktisch unlöslich in Wasser ist.

## Verwendung
Tricarbonyl(η5-cyclopentadienyl)mangan wurde wie die strukturell verwandte Verbindung (Methylcyclopentadienyl)mangantricarbonyl (MMT) als Antiklopfmittel für Benzin eingesetzt.